# Albumaresidae
Albumaresidae foi uma família de Cnidários que viveram durante o período Ediacarano.